# Kazimieras Vasiliauskas
 (mai 2025).
Si vous disposez d'ouvrages ou d'articles de référence ou si vous connaissez des sites web de qualité traitant du thème abordé ici, merci de compléter l'article en donnant les références utiles à sa vérifiabilité et en les liant à la section « Notes et références ».
Pour les articles homonymes, voir Vasiliauskas.
Kazim Vasiliauskas né le 2 août 1990 à Kaišiadorys en Lituanie, est un pilote automobile lituanien.

## Carrière
- 2008 : Championnat d'Italie de Formule Renault hivernal, 2e (1 victoire)
  - Championnat d'Italie de Formule Renault, 21e
  - Eurocup Formule Renault, non classé
- 2009 : Formule Palmer Audi, 2e (2 victoires)
  - Formule 2, 7e (1 victoire)